# Marcel Domergue
Marcel Edme Domergue (* 16. November 1901 in Port Said, Ägypten; Sterbedatum unbekannt) war ein französischer Fußballspieler, der auch für die Nationalelf seines Landes zum Einsatz kam und an zwei olympischen Fußballturnieren teilgenommen hat.

## Vereinskarriere
Marcel Domergue, der im Erwachsenenbereich sowohl auf der Außenläufer- als auch der Verteidiger- oder Mittelläuferposition eingesetzt wurde, begann als Zehnjähriger in Schülermannschaften in Kairo und später Alexandria mit dem Fußballspielen. Als er seine Ausbildung in Paris fortsetzte, begann seine Vereinskarriere, die der „groß gewachsene, elegante, vornehm wirkende, in Zivil eher an einen Diplomaten erinnernde Domergue“ durchweg als Amateur bestritt, bei der AS Française. Mit der ASF erreichte er Anfang 1921 das Achtelfinale im französischen Pokalwettbewerb. Von dort holte ihn 1921 CASG Paris, wo er auch zum Nationalspieler wurde. In dieser Zeit nahm er seine Berufstätigkeit bei einem Wetterdienst auf und wurde an die Mittelmeerküste versetzt. Deshalb trug er ab 1923 den Dress des FC Cette; mit diesem Klub stand er 1924 im Endspiel des Pokals, in dem seine Mannschaft sich allerdings Olympique Marseille mit 0:2 beugen musste. Von 1924 an vertrat Domergue die Farben des SC Nîmes.
1926 schließlich wechselte er zu Red Star AC. Für diesen Wechsel erteilte ihm der französische Fußballverband zunächst keine Genehmigung, weil der SC Nîmes ihn nicht abzugeben bereit war; deshalb weigerte Domergue sich während der gesamten Saison 1926/27, Berufungen in die Nationalmannschaft Folge zu leisten. Offenbar bedurfte es der Zahlung einer bis dahin eigentlich noch nicht zulässigen Ablösesumme seines neuen an den bisherigen Verein, um diesen Wechsel zu ermöglichen.
Mit Red Star gewann Marcel Domergue 1928 schließlich auch seinen ersten und einzigen landesweiten Titel – ein als offiziell geltender französischer Meistertitel wurde erstmals 1932/33 vergeben –, als er mit seiner Elf das Endspiel um die Coupe de France erreichte und sich, anders als vier Jahre zuvor, diesmal darin durchsetzte (3:1-Sieg gegen CA Paris). Als Mannschaftskapitän erhielt er anschließend die Pokaltrophäe aus der Hand des Staatspräsidenten Gaston Doumergue überreicht. Eine früh in der Saison 1929/30 erlittene, schwere Verletzung beendete seine Karriere vorzeitig: Domergue war noch keine 28 Jahre alt. Sein späterer Lebensweg ist bisher nicht zu ermitteln.

## In der Nationalmannschaft
Zwischen April 1922 (0:4-Heimniederlage gegen Spanien) und Mai 1928 hat Marcel Domergue 20 A-Länderspiele für Frankreich bestritten. Ein Tor erzielte er dabei nicht; dafür führte er die Bleus in drei Begegnungen als Spielführer auf das Feld. Zu den Höhepunkten seiner internationalen Karriere zählten die Auftritte bei den olympischen Fußballturnieren in Paris und Amsterdam; Domergue kam dort in allen drei französischen Partien (1924 7:0 gegen Litauen und 1:5 gegen Uruguay, 1928 3:4 gegen Italien) zum Einsatz. Das Italienspiel war zugleich sein letztes mit der Nationalelf.
Außerdem spielte er unter anderem dreimal gegen „Lehrmeister“ England (1924, 1925, 1928) sowie, aus dem deutschsprachigen Raum, gegen Österreich (1:4 im Mai 1926) und die Schweiz (1:0 im April 1926, 3:4 im März 1928).

## Palmarès
- Französischer Pokalsieger: 1928 (und Finalist 1924)
- 20 A-Länderspiele (kein Treffer), davon eins in seiner Zeit bei CASG Paris, zwei bei Cette, elf bei Nîmes und sechs bei Red Star
- Olympiateilnehmer 1924, 1928